# Jean Boutin
Jean Boutin, seigneur de La Court et de Chamballan, fut maire de Nantes de 1575 à 1576.